# مانفريد بيرنس
مانفريد بيرنس (بالألمانية: Manfred Behrens)‏ (و. 1956 – م) هو سياسي، من ألمانيا، ولد في ماغديبورغ، هو عضوٌ في الاتحاد الديمقراطي المسيحي (منذ 1992)شارك في الانتخابات الرئاسية الألمانية 2012، والانتخابات الرئاسية الألمانية 2010.

## مناصب
تولى منصب عضو في البوندستاغ الألماني (منذ 22 أكتوبر 2013)، وعضو في البوندستاغ الألماني (27 أكتوبر 2009–22 أكتوبر 2013).